# 概率论史
与数学的其它分支相比，概率论的发展经历了一段极为缓慢的过程。直到1923年维纳提出维纳测度，柯尔莫哥洛夫公理化概率论后，概率论迎来了快速发展。

## 19世纪以前
在古希腊和古埃及的遗址中，有一些用动物骨头制作类似于骰子原型的东西。文艺复兴时期，人们在赌博时就会用“胜算”这样的术语，有些人也会根据海上风险的大小定海事保险费。但那时人们并没有关于计算具体胜算或风险大小的理论，只是根据直觉和经验估计。
1560年代，卡尔达诺在其著作Liber de ludo aleae中系统地研究了概率论，他将胜算定义为赢和输的结果次数之比。
1654年，帕斯卡和费马在互通书信时讨论了概率论，可以视作是概率论的开端。数学期望的概念在这次讨论中诞生。后来，惠更斯对此做了进一步研究，写了一本关于概率论的著作De ratiociniis in ludo aleae。
1710年代，伯努利发现了大数定律，并著有Ars Conjectandi。棣莫弗又做了进一步的研究，给出了中心极限定理的特殊形式，并编写了The Doctrine of Chances。尽管棣莫弗的工作在一段时期内被人遗忘，但是拉普拉斯在1812年出版的《概率论——概率之解析理论》后，棣莫弗的成果由受到了关注。因此，棣莫弗-拉普拉斯定理以他们的名字命名。

## 20世纪
在拉普拉斯之后，概率论并没有飞跃性的进展，直至20世纪测度论确立。1902年，勒贝格在他论文中确立了测度论的基础。在其影响下，博雷尔在1909年给出了无数次抛硬币的强大数定律。这一成果被豪斯道夫，哈代，李特尔伍德，Steinhaus等人进一步发展。在这些研究的基础上，辛钦给出了重对数律。
除了极限理论，随机过程理论也迎来了发展。早在公元前1世纪，罗马诗人和哲学家卢克莱修在他的诗On the Nature of Things中就描述了窗边在太阳照射之下，空气中不规则运动的微粒。1827年，时任大英博物馆植物主任的罗伯特·布朗观察到了布朗运动，但随着时间推移，人们渐渐对此不再关心了。但1905年，爱因斯坦发表了《热的分子运动论所要求的静止液体中悬浮粒子的运动》，对布朗运动作出解释，并证实了原子存在这一结论。这为随机过程理论的发展带来新的转机。
紧接着，让·佩兰做了实验确认了爱因斯坦的结论，并在1913年发表了著作《原子》。佩兰的想法影响了诺伯特·维纳，维纳研究了布朗运动。1923年，维纳发表了论文Differential Space，确立了维纳测度，使得连续时间的随机过程获得了现代数学意义下的保障。此时，概率论的研究方向开始转变到连续时间的随机过程，概率论的研究中心也从欧洲转移到了美国。